# Olof Palme

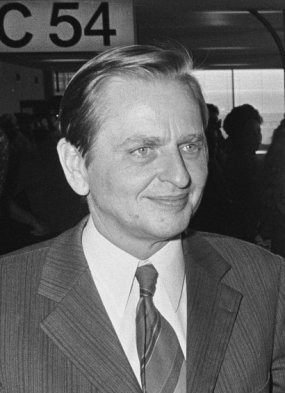
Olof Palme, 1974

Sven Olof Joachim Palme [ˈuːlɔf ˈpalˌmɛ] ⓘ (* 30. Januar 1927 in Stockholm; † 28. Februar 1986 ebenda) war ein sozialdemokratischer schwedischer Politiker, Staatsmann und zweimaliger Ministerpräsident Schwedens (1969–1976 und 1982–1986). Er galt international als Stimme für Abrüstung und Verständigung und setzte sich für die Belange der Dritten Welt ein.
Palme wurde am 28. Februar 1986 nach einem Kinobesuch auf offener Straße im Zentrum Stockholms erschossen. Die Polizei tappte lange im Dunkeln. Im Jahr 1989 wurde der Drogenabhängige Christer Pettersson (1947–2004) für schuldig befunden, aber später wieder freigesprochen. Eine 2017 neu zusammengestellte Ermittlungsgruppe gab 2020 bekannt, dass Stig Engström wahrscheinlich der Täter gewesen sei. Da dieser schon verstorben war, wurden das Verfahren und weitere Ermittlungen eingestellt.

## Familie und Ausbildung
Olof Palme entstammte einer großbürgerlichen, konservativen und zugleich toleranten und weltoffenen Familie mit Wurzeln in Schweden, Finnland und Lettland. Sein Großvater väterlicherseits war der Generaldirektor Sven Palme, sein Großonkel der Bankvorstand Henrik Palme. Die Familie seines Vaters, des Generaldirektors Gunnar Palme (1886–1934), stammte aus den Niederlanden. Seine Mutter Elisabeth von Knieriem (1890–1972) war Tochter des deutsch-baltischen Agrarökonomen Woldemar von Knieriem. In den Wirren des Ersten Weltkriegs brach sie das Medizinstudium in Deutschland ab. Sie folgte ihrer nach Russland verschleppten Mutter und durfte 1915 nach Schweden ausreisen. 1916 heiratete sie Gunnar Palme, der sich auf konservativer Seite politisch engagierte. Er starb mit 48 Jahren an einem Aneurysma, als sein Sohn Olof sieben Jahre alt war. Der Historiker Sven Ulric Palme war Olof Palmes Cousin.
Olof Palme besuchte zuerst bis zur Oberschule die Privatschule „Beskowska“ in der nahe gelegenen Engelbrektsgatan und lernte als Kind Deutsch sowie Französisch. Später wechselte er an das Elite-Internat von Sigtuna und dann die Militärakademie Schwedens. Seinen Wehrdienst leistete er als Leutnant der Kavallerie ab. Durch Beziehungen seiner Mutter begann er – unbezahlt – für die größte konservative Zeitung des Landes, das Svenska Dagbladet, zu schreiben, bis er ein Stipendium der American-Scandinavian Foundation für das Kenyon College in Gambier in den USA erhielt. Dort lernte er unter anderem Paul Newman, den Politiker William Bulger und den Juristen Henry Abraham kennen, mit denen er lebenslang befreundet blieb. An den Wochenenden besuchte er Fabriken und machte sich mit der Gewerkschaftsbewegung vertraut. Innerhalb des einen Studienjahres 1947/48 erhielt er den Bachelor of Arts mit einer Arbeit über den Freiheitsbegriff in Friedrich August von Hayeks Der Weg zur Knechtschaft und schloss einige Monate an, in denen er per Anhalter 34 US-Bundesstaaten bereiste. Die Erfahrung der USA gab ihm laut späterer Eigeneinschätzung ein starkes Gefühl für die dort herrschende soziale Ungleichheit. Im Herbst 1948 begann Palme ein Studium der Rechtswissenschaft an der Universität Stockholm und trat dort dem Sozialdemokratischen Studentenverein bei, 1952/53 war er Vorsitzender der Schwedischen Hochschülerschaft. Er beendete das Studium mit einem Bachelor of Laws.
Er war als Freiwilliger am Bau der 1947 eröffneten Bahnstrecke Šamac–Sarajevo in Jugoslawien beteiligt.
Von 1949 bis 1952 war er mit der Tschechin Jelena Rennerová in einer Scheinehe verheiratet. Am 9. Juni 1956 heiratete Palme die Psychologin Lisbeth Beck-Friis (* 14. März 1931; † 18. Oktober 2018); sie bekamen drei Söhne: Joachim, Marten und Mattias.

## Politische Karriere

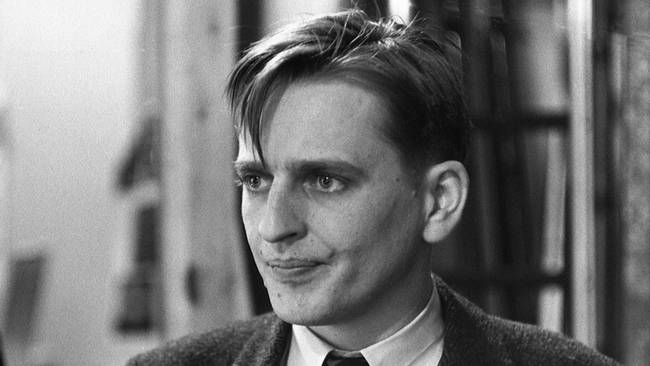
Palme, 1957

Im Jahr 1953 wurde er Sekretär des 25 Jahre älteren Ministerpräsidenten Tage Erlander, mit dem sich rasch eine enge Zusammenarbeit entwickelte. Beide setzten auf Schritte zur Veränderung der sozialen und politischen Gesellschaftsstruktur in Schweden. Als rechte Hand des Premierministers mit einer Strategie zur Modernisierung und Erneuerung stieß Olof Palme nicht nur auf Wohlwollen. Vor allem konservative Kreise beargwöhnten sein Vorgehen erheblich. Im Jahr 1955 wurde er zum Vorstand des sozialdemokratischen Jugendverbandes gewählt. Als nächsten Schritt schaffte er es 1958 in die erste Kammer des Parlaments einzutreten. Zwei Jahre später nahm Palme eine leitende Position in der schwedischen Regierungskanzlei ein. Im Jahr 1963 wurde Palme Minister, hier noch ohne Amtsbereich, aber 1965 dann Verkehrs- sowie 1967 Bildungsminister. In diesem Amt verfolgte er das Ziel der Reformierung des schwedischen Bildungssystems, um größere Chancengleichheit für alle zu erreichen. Ab Oktober 1969, nach dem Rücktritt Tage Erlanders übernahm Palme den Parteivorsitz in der schwedischen Sozialdemokratie und wurde Erlanders Nachfolger als Ministerpräsident.
In dieser Zeit hatte Palme an der Umsetzung der Idee von der „starken Gesellschaft“ mitgewirkt, die Erlanders Reformpolitik der 1950er und 1960er Jahre geprägt hatte. Auf dem Weg dorthin setzte er sich mit Fragen der modernen Industriegesellschaft aber auch der gesellschaftlichen Wirklichkeit des Kommunismus auseinander. Das wurde von seinen Gegnern und der Presse genutzt, ihn auf die übelste Art zu diffamieren. Dabei verfolgte er das Ziel der Fortsetzung und Realisierung der für Schweden und Skandinavien notwendigen gesellschaftlichen Veränderungen. Für sein Land brachte er maßgebliche familienpolitische Reformen auf den Weg, darunter zur Gleichstellung im Berufsleben, zur Kinderbetreuung und zur steuerlichen Gleichstellung der Ehepartner. Enorme Veränderungen erfuhr das schwedische Bildungssystem. Im Jahr 1968 demonstrierte er in Moskau an der Seite des nordvietnamesischen Botschafters gegen den Vietnamkrieg. Dies führte zum temporären Abzug des Botschafters der USA aus Schweden. Nicht nur innenpolitisch, sondern auch auf internationaler Ebene war er zu einer bekannten politischen Persönlichkeit geworden.
Nach seinem Amtsantritt als Regierungschef 1969 versuchte Palme, die Politik Erlanders fortzuführen, begegnete aber Problemen, die nicht nur wirtschaftlicher Art waren, sondern zum Teil auch durch die von ihm verfolgten gesellschaftlichen Umbrüche mit hervorgerufen wurden. Mehr Mitbestimmung, breitere Demokratie hoben dabei das Selbstbewusstsein bisher nicht im Mittelpunkt stehender Bevölkerungskreise und deren Interessenvertretungen. Auch erschwerten die Verfassungsreform und die neue parlamentarische Situation nach der Wahl von 1973 eine stabile Zusammenarbeit über die Blockgrenzen hinweg; zum anderen überschatteten wirtschaftliche Probleme, vor allem nach der Ölkrise 1973, die soziale Reformarbeit. Die gewerkschaftliche Forderung nach Einführung von Arbeitnehmerfonds verschärfte die bestehenden Interessenwidersprüche, vor allem zu den bürgerlichen Parteien.
Palme war ein Befürworter der Atomkraft. Er sah u. a. in der aus seiner Sicht umweltfreundlichen technischen Entwicklung die Voraussetzung für höheres Wachstum und eine egalitärere Gesellschaft. Die Atomkraftdebatte entzweite die eigene Partei und brachte mit der Umweltpolitik und der grünen Bewegung neue politische Faktoren ins Spiel.
Wie kein anderer prägte Palme das Bild Schwedens im Ausland durch seine engagierte Außenpolitik: durch seine harte Kritik am Vietnamkrieg, als UNO-Vermittler im Irak-Iran-Krieg und durch seine internationalen Abrüstungsinitiativen, wie zum Beispiel im Rahmen der Palme-Kommission. Er hatte enge persönliche Beziehungen zu europäischen Politikern wie Willy Brandt und Bruno Kreisky und setzte sich in Zusammenarbeit mit Brandt Mitte der 1970er in der Sozialistischen Internationale dafür ein, dass die bisherigen Diktaturen Spanien, Portugal und Griechenland schnell den Weg zu stabilen Demokratien finden konnten.
Bei der Wahl zum Schwedischen Reichstag 1976 erzielte seine Sozialdemokratische Partei 42,7 Prozent der Stimmen, das schlechteste Ergebnis seit der Wahl 1932. Die bürgerlichen Parteien erreichten gemeinsam eine Mehrheit und regierten das Land zwei Legislaturperioden lang, bis Palme nach der Wahl 1982, bei der die Sozialdemokraten 45,6 Prozent der Stimmen erzielten, an die Macht zurückkehrte. Er blieb Regierungschef bis zu seinem Tod.

## Attentat und Ermittlungen

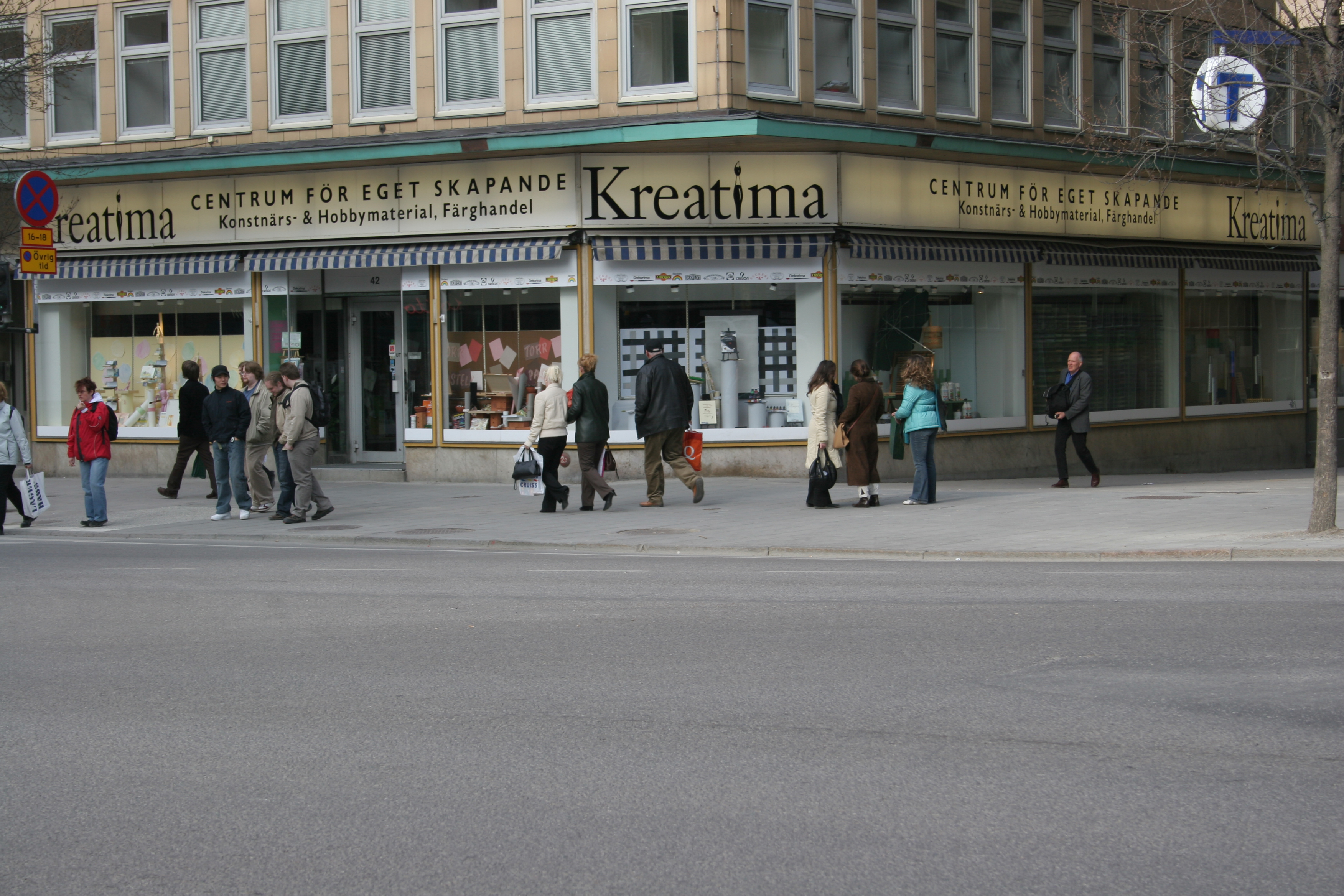
Der Tatort an der Ecke Sveavägen/Tunnelgatan

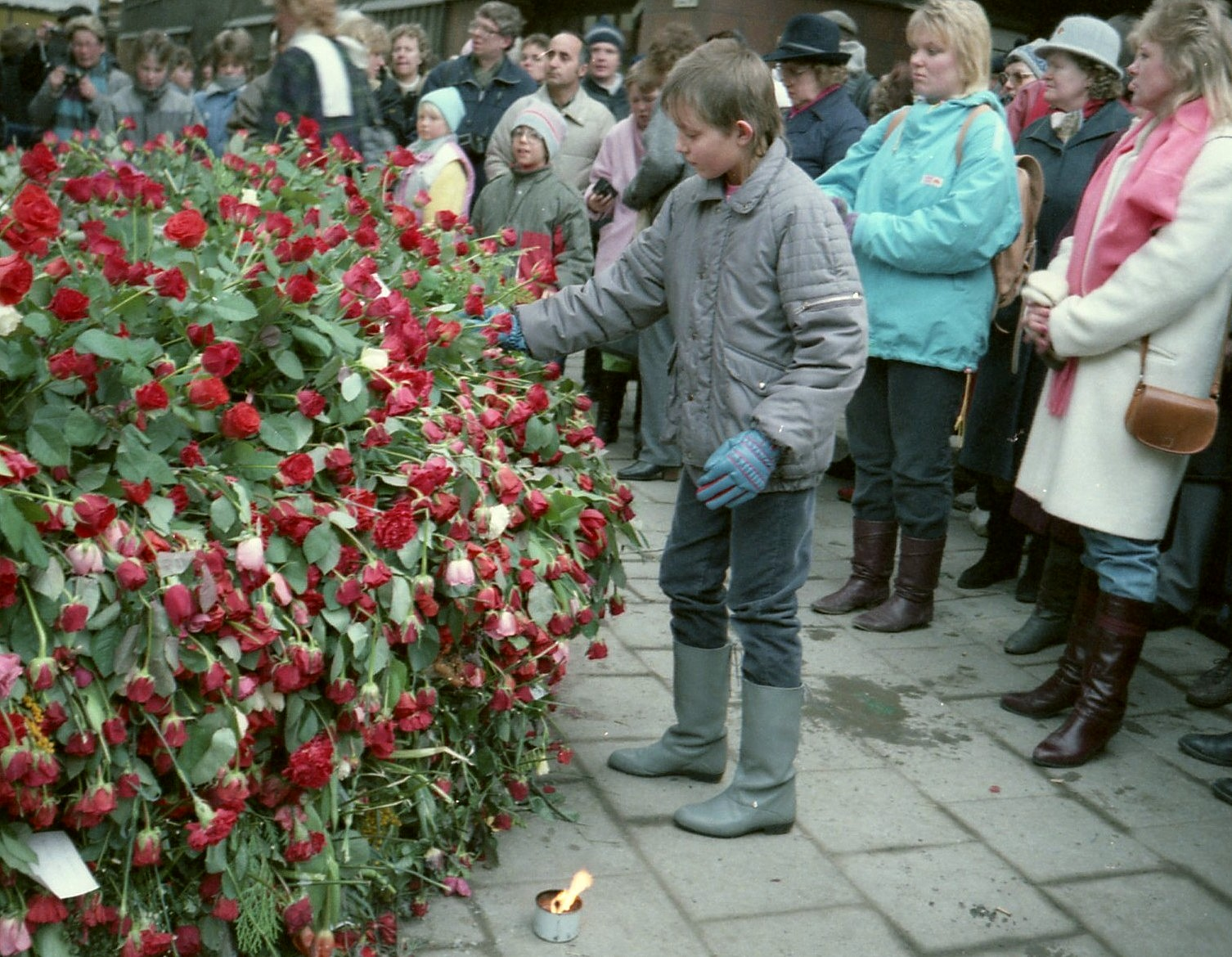
Rosen für Olof Palme am Tatort, 3. März 1986

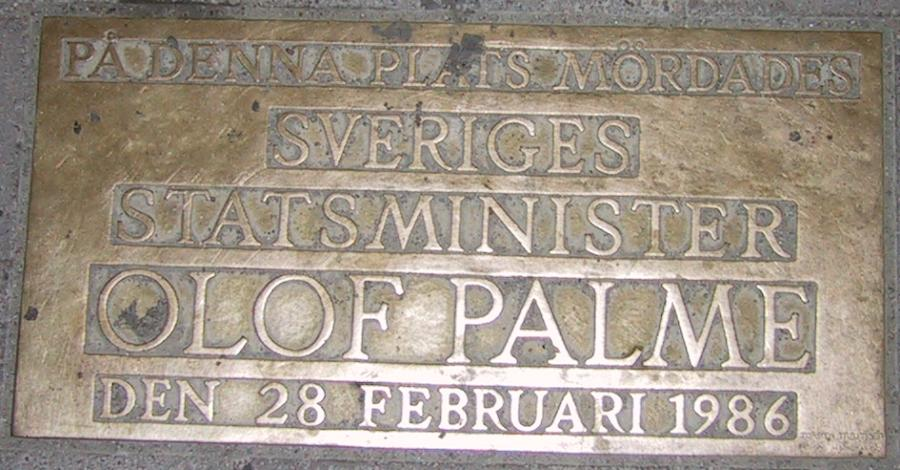
Gedenktafel am Tatort

### Das Attentat
Am Abend des 28. Februar 1986 wurde der damals 59-jährige Palme in der Innenstadt von Stockholm am Thulehuset ermordet. Er war mit seiner Frau Lisbeth ohne Polizeischutz auf dem Heimweg von einem Besuch im Kino Grand, wo er sich die schwedische Filmkomödie Bröderna Mozart (deutsch Die Gebrüder Mozart) von Suzanne Osten angesehen hatte, als vor dem Tapetengeschäft Kreatima, das seinerzeit den Namen Dekorima führte, (Bild rechts) an der Ecke Sveavägen/Tunnelgatan gegen 23:21 Uhr aus nächster Nähe auf ihn und seine Frau Lisbeth geschossen wurde. Gerichtsmedizinerin Kari Ormstad zufolge führte der Schuss auf den Regierungschef innerhalb von wenigen Sekunden zum Tod des Ministerpräsidenten. Kurz nach Mitternacht wurde Palme für tot erklärt, seine Frau erlitt leichte Verletzungen. Am Tatort erinnert eine Gedenktafel an den Mord.

### Die Ermittlungen

#### Pannen bei den Ermittlungen
Noch bevor die eigentlichen Ermittlungen in Gang kamen, wurden bereits am Mordabend handwerkliche Fehler von der Polizei begangen. Der Tatort wurde nur sehr engräumig abgesperrt und daher konnten sich Passanten ungehindert am Mordplatz frei bewegen und können somit wichtige Spuren vernichtet haben. Die Verletzungen an Palmes Frau Lisbeth wurden nie untersucht, was einem Untersuchungsbericht zufolge ein Fehler war, da hier wichtige Anhaltspunkte für den Tathergang in seiner Gesamtheit hätten gefunden werden können. Auf Nachlässigkeiten deutet auch hin, dass die beiden Projektile nicht von der Polizei, sondern von Passanten gefunden wurden.

#### Hans Holmér wird Chefermittler
Dem Journalisten Jan Stocklassa zufolge kamen sowohl der schwedische Nachrichtendienst (säkerhetspolisen [säpo]), das schwedische Reichskriminalamt (rikskriminalpolisen [rikskrim]) sowie die Stockholmer Polizei bei der Aufklärung in Frage. Die Wahl fiel schließlich auf Hans Holmér, den Chef der Stockholmer Polizei, wobei bis heute (Stand 2019) unklar ist, warum Holmér diese Aufgabe zufiel. Einen formellen Beschluss gab es nicht, auch wenn feststeht, dass er die Rückendeckung der sozialdemokratischen Regierungspartei hatte. Der damalige Finanzminister Kjell-Olof Feldt vermutet, dass Holmérs charismatisches Auftreten sowie seine Verbindungen innerhalb der sozialdemokratischen Partei eine Rolle gespielt haben könnten. Journalist Stocklassa weist darauf hin, dass Holmér in den 1970er Jahren sowohl Palme als auch den Sozialdemokraten geholfen hatte, mehrere politische Skandale zu bewältigen. Am Vormittag des 1. März betrat Hans Holmér das Polizeihaus in Stockholm und hielt seine erste Pressekonferenz um 12:00 Uhr. Bei einem Treffen mit dem neuen Premierminister Ingvar Carlsson am 2. März 1986 wurde Holmérs Stellung bestätigt.
Unter ihrem neuen Chef nahmen die Ermittler bald die Arbeiterpartei Kurdistans (PKK) ins Visier, da diese für mehrere Morde in ganz Europa verantwortlich gewesen war. Die Verdächtigungen konnten nie mit Beweisen untermauert werden und auch ein polizeilicher Zugriff auf die PKK im Januar 1987 brachte keine Fortschritte in den Ermittlungen. Holmér zeigte keinerlei Interesse an Tipps und Zeugenaussagen, die auf andere Täter als die kurdische Arbeiterpartei hinwiesen. Stattdessen verwahrte der Chef der Stockholmer Polizei entsprechende Papiere und Dokumente in einem Safe, in dem sie Jahre später entdeckt wurden. Hinzu kam, dass sich Holmér in Widersprüche verwickelte. Er gab beispielsweise an, zum Zeitpunkt des Attentats in einem Hotel in Borlänge genächtigt zu haben, obwohl er dort nie gewesen war. Kurz nach dem PKK-Zugriff 1987 räumte Holmér seinen Posten als Chefermittler.

#### Tatverdacht gegen Christer Pettersson

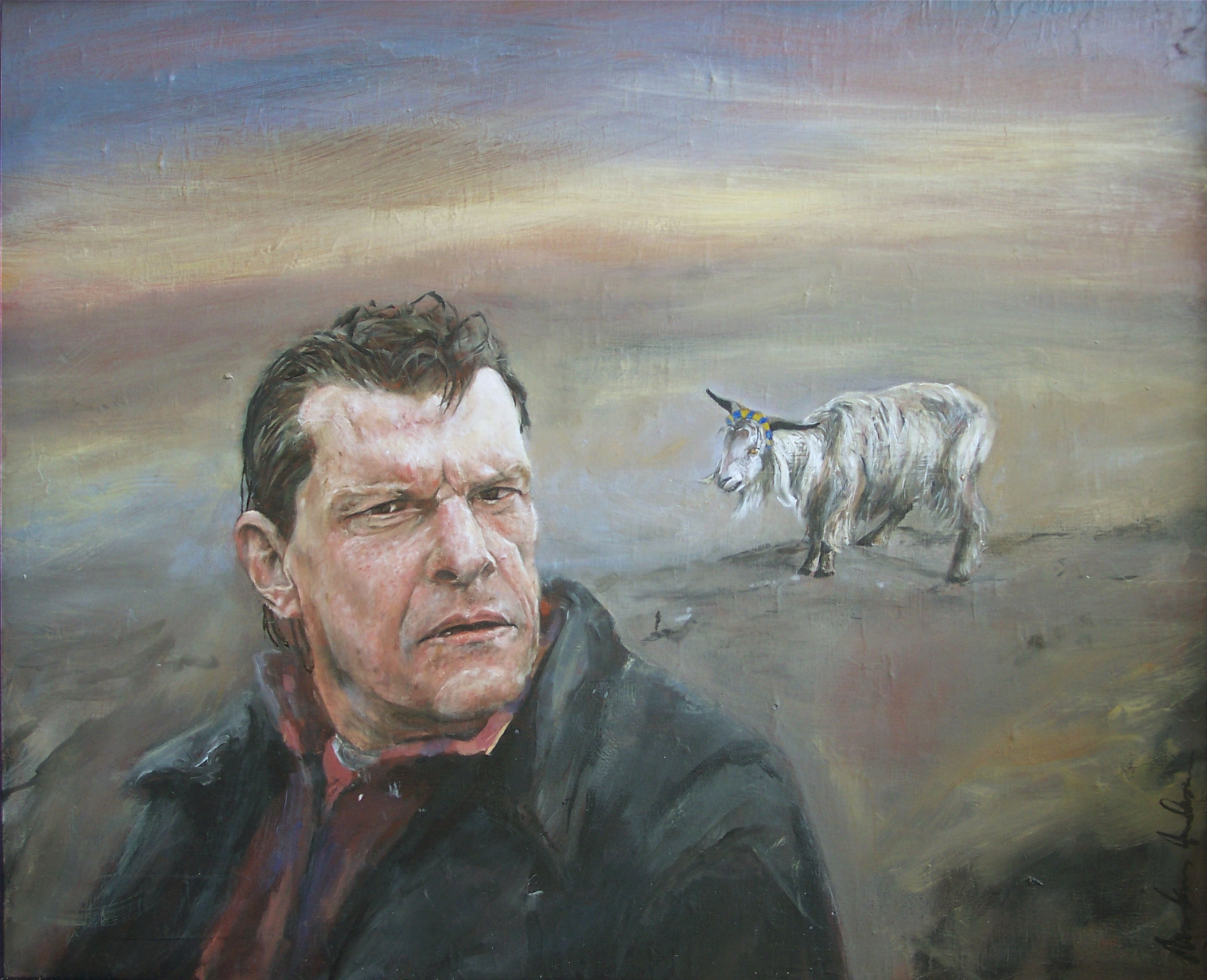
Christer Pettersson (Gemälde)

Im Februar 1988 wurde Hans Ölvebro zum neuen Chefermittler berufen, unter dem sich die Ermittlungen auf Christer Pettersson konzentrierten, einen seit seiner Jugendzeit Alkohol- und Drogenabhängigen, der kurz vor Weihnachten 1970 in einem Streit einen Mann mit einem Bajonett erstochen hatte. Im Herbst 1988 nahm die Polizei Christer Pettersson ernsthaft ins Visier, da dieser durch mehrere Zeugenaussagen belastet wurde, unter anderem durch den Drogenhändler Sigge Cedergren, der Pettersson gegen 21 Uhr vor dem Kino Grand gesehen haben wollte. Außerdem befand sich der Spielclub Oxen in der Nähe des Tatortes, ein Club, den Pettersson regelmäßig besuchte. Trotz intensiver Bewachung Petterssons hatte die Polizei im Spätherbst 1988 jedoch immer noch nur Indizien in der Hand. Dies änderte sich schlagartig, als Lisbeth Palme in einer Konfrontation Pettersson als den Mörder ihres Mannes identifizierte.

#### Freispruch in zweiter Instanz für Pettersson
Vor dem Stockholmer Landgericht wurde Christer Pettersson Ende Juli 1989 zu einer lebenslangen Haftstrafe wegen Mordes an Olof Palme verurteilt. Das Gericht war in seinem Urteil jedoch uneinig: Die beiden Berufsrichter wollten Pettersson freisprechen, wurden aber von den sich in der Mehrheit befindenden Schöffen überstimmt. Nach Berufung ging der Prozess zum Svea hovrätt (entspricht in etwa einem Oberlandesgericht), wo Pettersson freigesprochen wurde. Das Gericht sah Mängel in der Identifizierung Petterssons durch Lisbeth Palme und meinte zudem, dass weder eine Mordwaffe noch Fingerabdrücke präsentiert werden konnten. Ferner meinten die Richter, dass Pettersson kein Interesse an Waffen nachgewiesen werden konnte, und sahen es als unwahrscheinlich an, dass ein frühpensionierter Drogen- und Alkoholabhängiger im Stande wäre, eine solche Tat zu begehen.
Hans Ölvebro gab nach interner Kritik seinen Posten als Chefermittler 1997 auf und bezeichnete später jene Zeit als verlorene Jahre. Nach Ölvebro übernahm die stellvertretende Generalstaatsanwältin Kerstin Skarp die Suche nach dem Mörder, ohne jedoch den Mörder Olof Palmes überführen zu können. Bekannt wurde sie vor allem durch den unter ihr vorgenommenen Versuch, das Verfahren gegen Christer Pettersson 1997 wiederaufzunehmen, wozu es jedoch nicht kam.

#### Weitere Diskussionen um die Schuld Petterssons

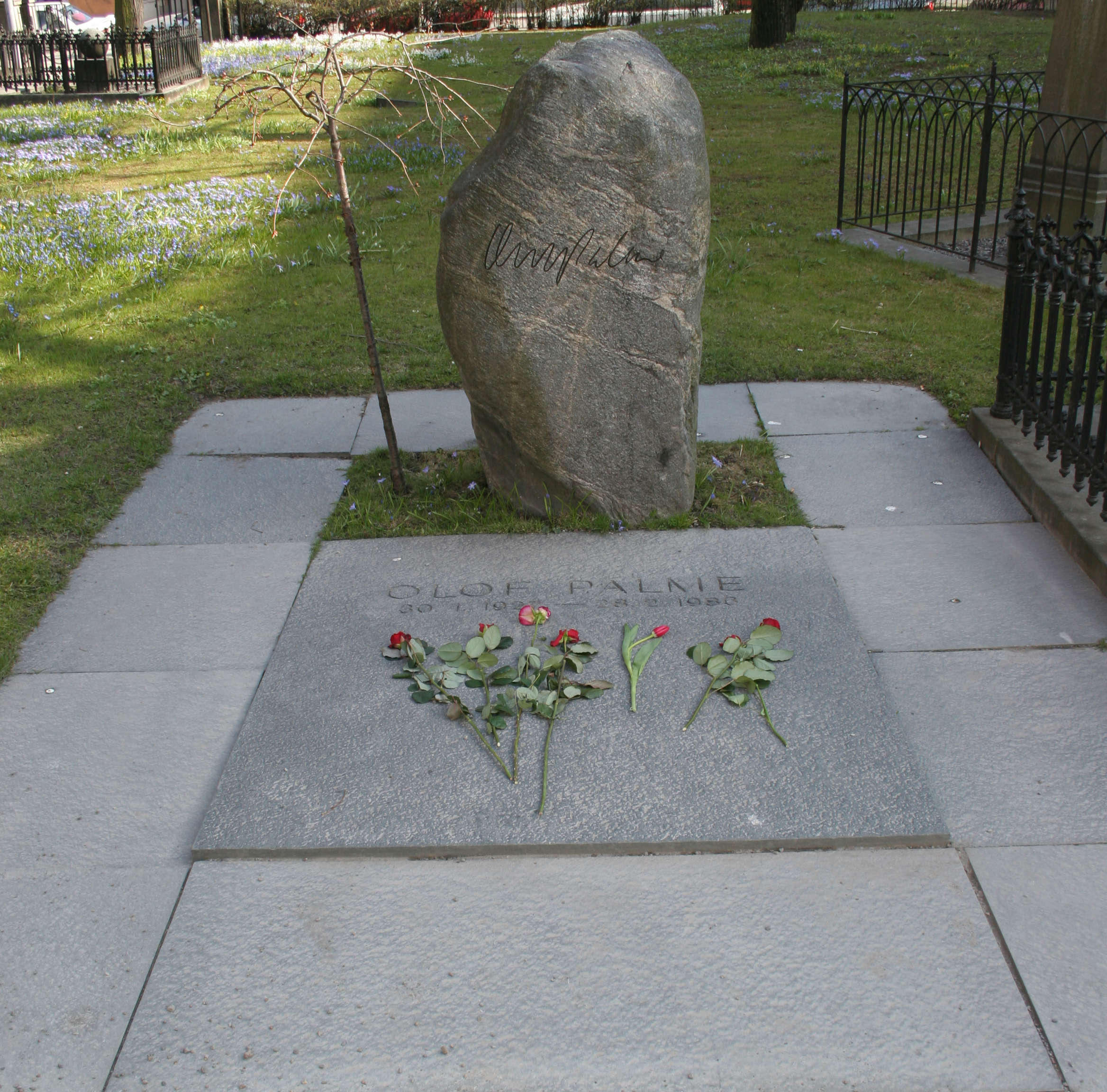
Olof Palmes Grab

Die Diskussion, ob Christer Pettersson der Mörder Olof Palmes sei, hielt danach noch mehrere Jahre an. Am 2. Februar 2007 berichtete die langjährige Freundin des 2004 verstorbenen Pettersson der Zeitung Aftonbladet, Pettersson habe ihr den Mord an Palme gestanden. Das Motiv sei Hilfe für einen Bekannten gewesen, der wegen Steuerschulden Rache an Palme nehmen wollte. Dabei legte sie 40 Briefe Petterssons vor. Der Film Jag såg mordet på Palme aus dem Jahr 2006 versuchte, die These zu untermauern, Pettersson sei der Täter gewesen. Dieser habe den Drogenhändler Sigge Cedergren ermorden wollen und versehentlich Palme getroffen. Der Film erhielt viel Aufmerksamkeit, aber auch Kritik. Die Hauptthese enthalte Ungereimtheiten; Aussagen Petterssons seien aus dem Kontext gerissen worden.

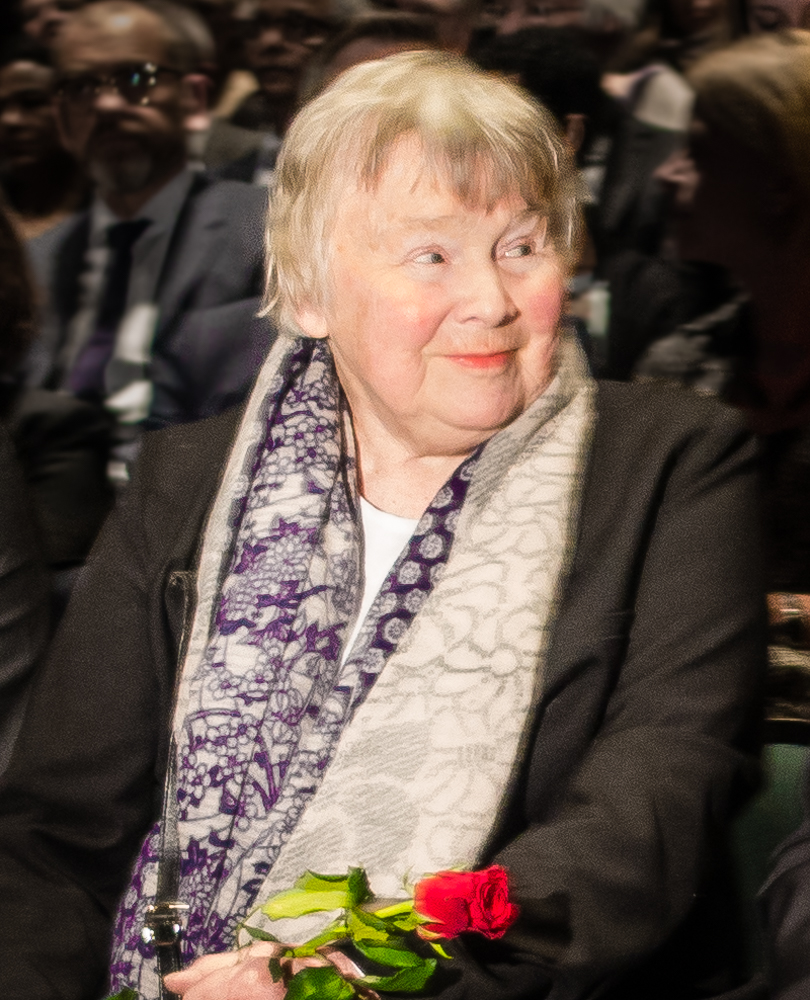
Lisbeth Palme (2016)

In den letzten Jahren sind immer mehr Zweifel an Christer Petterssons Identifikation durch Lisbeth Palme aufgekommen. In den Verhören, die direkt im Anschluss an den Mord durchgeführt wurden, konnte Frau Palme keinerlei Angaben zum Gesicht des Mörders machen. Bei weiteren Verhören in den darauffolgenden Monaten wurden jedoch Lisbeth Palmes Aussagen zum Aussehen und schließlich auch zum Gesicht des Mörders immer detaillierter. Erik Åsard, Professor in Politikwissenschaften an der Universität zu Uppsala, hält Lisbeth Palmes Erinnerungsbild für glaubhaft, da der Mord ihres Mannes ein traumatisches Erlebnis gewesen war und Menschen sich generell an traumatische Ereignisse besser erinnerten. Gisli Gudjonsson (emeritierter Professor in forensischer Psychologie) dagegen riet, dass man vorsichtig sein solle, wenn sich die Erinnerungen über einen längeren Zeitraum veränderten. Ein solches Verhalten deute darauf hin, dass die Erinnerungen durch externe Faktoren beeinflusst worden seien. Lisbeth Palme hatte außerdem kurz vor ihrer Identifizierung von Pettersson von der Anklägerseite die Information bekommen, dass der Verdächtigte ein alkoholisierter Gewalttäter gewesen sei. Bei der Gegenüberstellung war Pettersson der Einzige mit Alkoholproblemen, alle Vergleichspersonen waren Angestellte der Polizei. Daher urteilte 2018 Pär-Anders Granhag, Experte für Verhörtechnik, dass Lisbeth Palmes Identifikation „nichts wert“ sei.
Im Februar 2018 geriet die Ermittlung unter Hans Ölvebro in das Fadenkreuz der Sendung Uppdrag Granskning, nachdem bekannt wurde, dass Fahnder Thure Nässén von mehreren Quellen belastet wurde, die Ermittlung gegen Christer Pettersson manipuliert zu haben, u. a. durch das Versprechen, die ausgelobte Belohnung von 50 Millionen schwedischen Kronen (rund 4,8 Millionen Euro) kassieren zu können, falls man zur Lösung des Mordes beitrage. Dies berichtete beispielsweise der Drogenabhängige Ulf, der dies bereits 1989 vor Gericht ausgesagt hatte. Des Weiteren wurde bekannt, dass Nässén den Drogenhändler Sigge Cedergren insgesamt 43-mal vernommen hatte, bis dieser schließlich meinte, Christer Pettersson vor dem Kino Grand gesehen zu haben. Davor hatte Cedergren u. a. den schwedischen Musiker Ted Gärdestad des Mordes an Olof Palme bezichtigt. Andere Zeugen hatten zuerst verdächtige Personen in der Nähe des Tatortes identifiziert, die keinerlei Ähnlichkeit mit Pettersson hatten, bevor sie meinten, Pettersson dort gesehen zu haben. Ölvebro selbst äußerte im März 2018, dass er in einem normalen Mordfall niemals Anklage gegen Pettersson erhoben hätte, da stichhaltige Beweise fehlten, die Pettersson hätten überführen können.

#### Ab 2017: Präsentation eines Tatverdächtigen und Einstellung der Ermittlungen
Der seit Februar 2017 ermittelnde Staatsanwalt Krister Petersson hielt Pettersson für unschuldig und erklärte im Februar 2018, dass es konkreten Anlass zum Optimismus gäbe. Er sei überzeugt, die Täter zu überführen. Petersson stellte bis zum Sommer 2020 eine Anklage in Aussicht, andernfalls sei der Plan, die Ermittlungen einzustellen.
Am 10. Juni 2020, 34 Jahre nach der Tat, gab die Staatsanwaltschaft an, Stig Engström (1934–2000) als Tatverdächtigen ermittelt zu haben. Da Engström jedoch 20 Jahre zuvor verstorben war, wurde das Verfahren eingestellt. Der Journalist Thomas Pettersson hatte sich bereits 2018 in seinem Buch Den osannolike mördaren auf Engström als Täter festgelegt. Nach dem Buch entstand 2021 die Netflix-Miniserie Der unwahrscheinliche Mörder. Der ehemalige Werbegrafiker figurierte schnell unter der Bezeichnung „Skandia-Mann“ in den Medien, weil er in einem nahe am Tatort gelegenen Gebäude der Skandia-Versicherung tätig war.
Staatsanwalt Krister Petersson zufolge war Engström bereits im April 1986 und dann noch einmal Anfang 1987 in den Fokus der Ermittlungen geraten. Man führte einige Verhöre mit Zeugen, die einige Übereinstimmungen mit Engström ergaben. Die damaligen Ermittler unter Hans Holmér kamen jedoch zu dem Schluss, dass es sich bei dem Mörder nicht um Engström handeln konnte. Er wurde nicht verhört und schon wenige Tage später wurde ein Memorandum angefertigt, das dazu führte, dass er als Tatverdächtiger zu den Akten gelegt wurde. Während des Prozesses gegen Christer Petterson wurde er von der Verteidigung als Zeuge aufgerufen. Anfang der 1990er Jahre äußerte er sich einige Male in den Medien. Vor seinem Tod durch Suizid im Jahr 2000 wurde er nicht mehr Gegenstand der Ermittlungen.
Dass Engström in das Visier der Ermittlungen geriet, beruhte auf mehreren Verdachtsmomenten. So machte Engström bereits kurz nach dem Mord widersprüchliche Angaben. Seine Aussagen zu seinem Verhalten am Tatort stimmen nicht mit denen anderer Zeugen überein. Er hatte unter anderem angegeben, er habe der Polizei gesagt, wohin der Täter geflohen sei und mit Lisbeth Palme gesprochen, was aber von keinem anderen Zeugen bestätigt wurde. Zudem machten verschiedene Zeugen, darunter zwei, die den Mörder auf der Flucht sahen, Angaben zu Aussehen und Kleidung, die zu Engström passten. Des Weiteren arbeitete Stig Engström im Gebäude der Versicherungsgesellschaft Skandia in der Nähe des Tatorts. Er arbeitete an jenem Abend noch spät, da er tags darauf in den Skiurlaub wollte; dabei stempelte er um 23:19 Uhr aus. Der Mord an Palme geschah um 23:21 Uhr. Engström kehrte 23:40 Uhr ins Büro zurück. Da seine Angaben sich nicht mit denen anderer Zeugen decken, ist unklar, was er in der Zwischenzeit tat. Am Tag nach dem Mord meldete sich Engström bei seinem Arbeitgeber und erkundigte sich nach der Zeit, zu der er ausgestempelt hatte, da er sich von der Polizei und der Presse verfolgt fühlte. Da er aus unbekannten Gründen nicht zu einer Rekonstruktion des Tatverlaufs mit verschiedenen anderen Zeugen im April 1986 vorgeladen wurde, wandte er sich selbst an die Presse und das schwedische Fernsehen, um seine Version der Ereignisse zu erzählen. Ein weiteres Indiz sah die Polizei darin, dass Engström Mitglied eines Schützenvereins und daher mit Waffen vertraut war; zudem war er mit einem Waffensammler befreundet. Eine bei diesem beschlagnahmte Waffe konnte zwar nicht eindeutig den aufgefundenen Kugeln zugeordnet werden, aber es konnte auch nicht ausgeschlossen werden, dass es sich um die Mordwaffe handelte. Zudem verkehrte Engström in Kreisen, die kritisch zu Palme standen. Er soll auch über seine Verhältnisse gelebt und Alkoholprobleme gehabt haben.
In der schwedischen Öffentlichkeit rief das Ergebnis der Staatsanwaltschaft ein gemischtes Echo hervor. Einer repräsentativen Umfrage des Meinungsforschungsinstitutes Sifo vom Juni 2020 zufolge hielten nur 19 % der schwedischen Bevölkerung Stig Engström für den Mörder Olof Palmes. Auch unter Experten wurde das Ergebnis mit Skepsis betrachtet. Inga-Britt Ahlenius (siehe unten) sah ein Problem in der fehlenden Mordwaffe. Kriminologieprofessor Leif G. W. Persson meinte, dass Krister Petersson wenig Substantielles zu Tage gefördert und die mangelhafte Arbeit der Polizei in der ersten Zeit nach dem Mord als Grundlage genommen habe, um Engström die Schuld in die Schuhe zu schieben. Persson bezeichnete das Ergebnis als Peterssons „eigene Deutungen“.
Im Laufe der Ermittlungen wurden 225 Regalmeter Akten angelegt. Von rund 130 abgelegten Geständnissen war keines glaubhaft. Bis zum 1. Juli 2010 galt in Schweden eine Verjährungsfrist von 25 Jahren für Mord. Diese wurde für ab dem 1. Juli 1985 begangene Taten abgeschafft, sodass auch das Attentat auf Palme nicht verjährt und Gegenstand polizeilicher Ermittlungen bleibt, solange Hinweise an die Polizei gehen.

### Weitere Theorien um den Mord an Olof Palme
In den Jahren seit dem Palme-Mord sind immer wieder verschiedene Theorien zum Mord an Olof Palme aufgetaucht. Neben der PKK und Christer Pettersson (siehe oben) wurde unter anderem die Polizei selbst verdächtigt, in den Mord involviert zu sein. Zeugen hatten angegeben, Männer mit Walkie-Talkies rund um den späteren Tatort gesehen zu haben. Beispielsweise wollte eine Zeugin wenige Minuten vor den Schüssen auf den schwedischen Ministerpräsidenten einen Verdächtigen im Eingang eines Geschäfts am Sveavägen erkannt haben. Sie war mit einer Freundin unterwegs, wollte sich nach der Uhrzeit erkundigen, erkannte in dem Mann ein Mitglied jenes Fitnessstudios, in dem sie selbst trainierte, und sprach ihn – weil sie wusste, dass er Finnisch sprach – auch auf Finnisch an. Daraufhin drehte sich der Mann nach Angaben der Zeugin um, verdeckte sein Gesicht, während aus einem Walkie-Talkie, das er mit sich führte, auf Finnisch die Anweisung zu vernehmen war, er solle sich unauffällig verhalten. Laut dem schwedischen Journalisten Sven Anér handelt es sich dabei um den damaligen Polizeibeamten und späteren schwedischen Abgeordneten Anti Avsan. Avsan ist allerdings estnischer und nicht finnischer Herkunft.

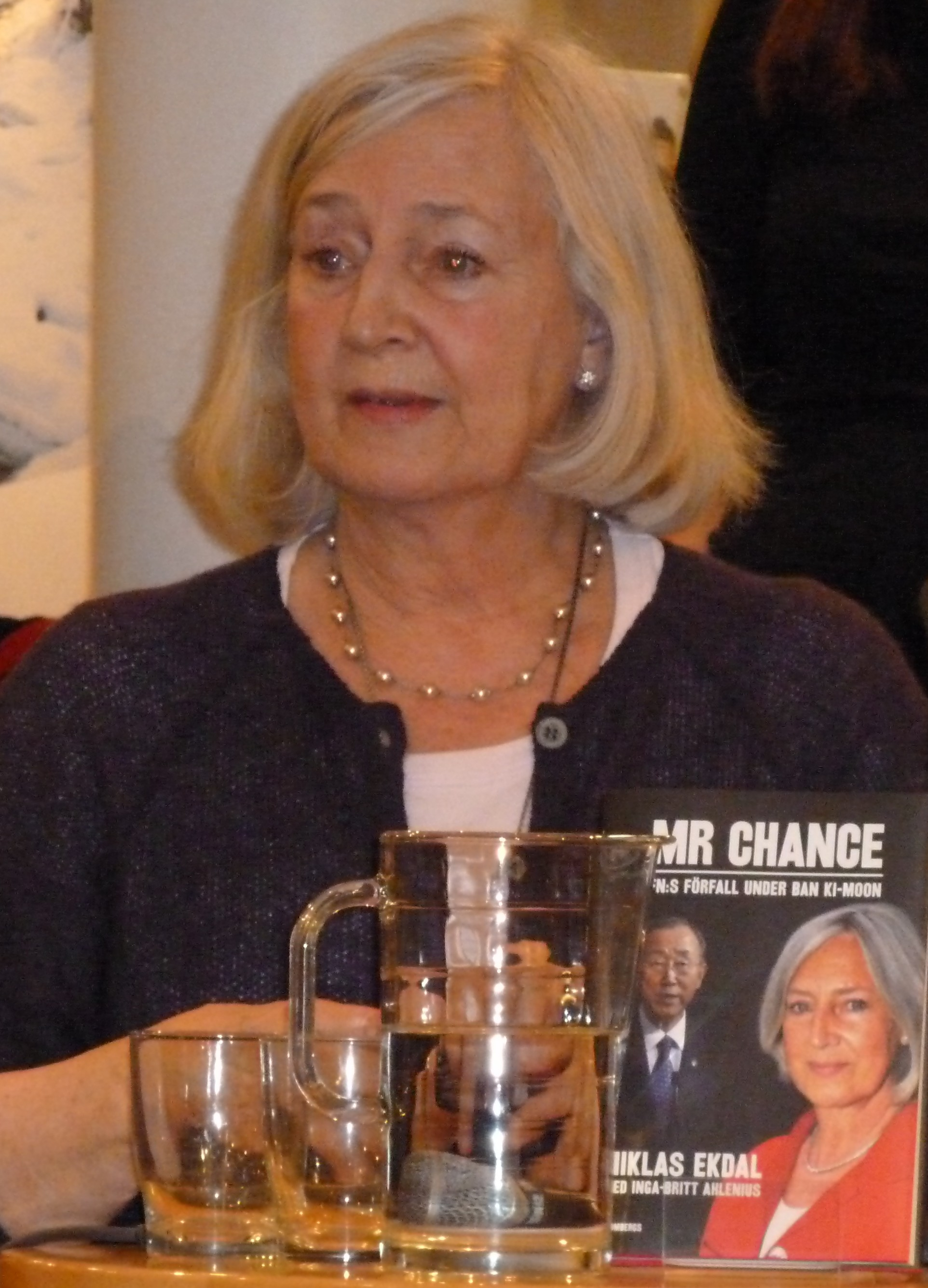
Inga-Britt Ahlenius

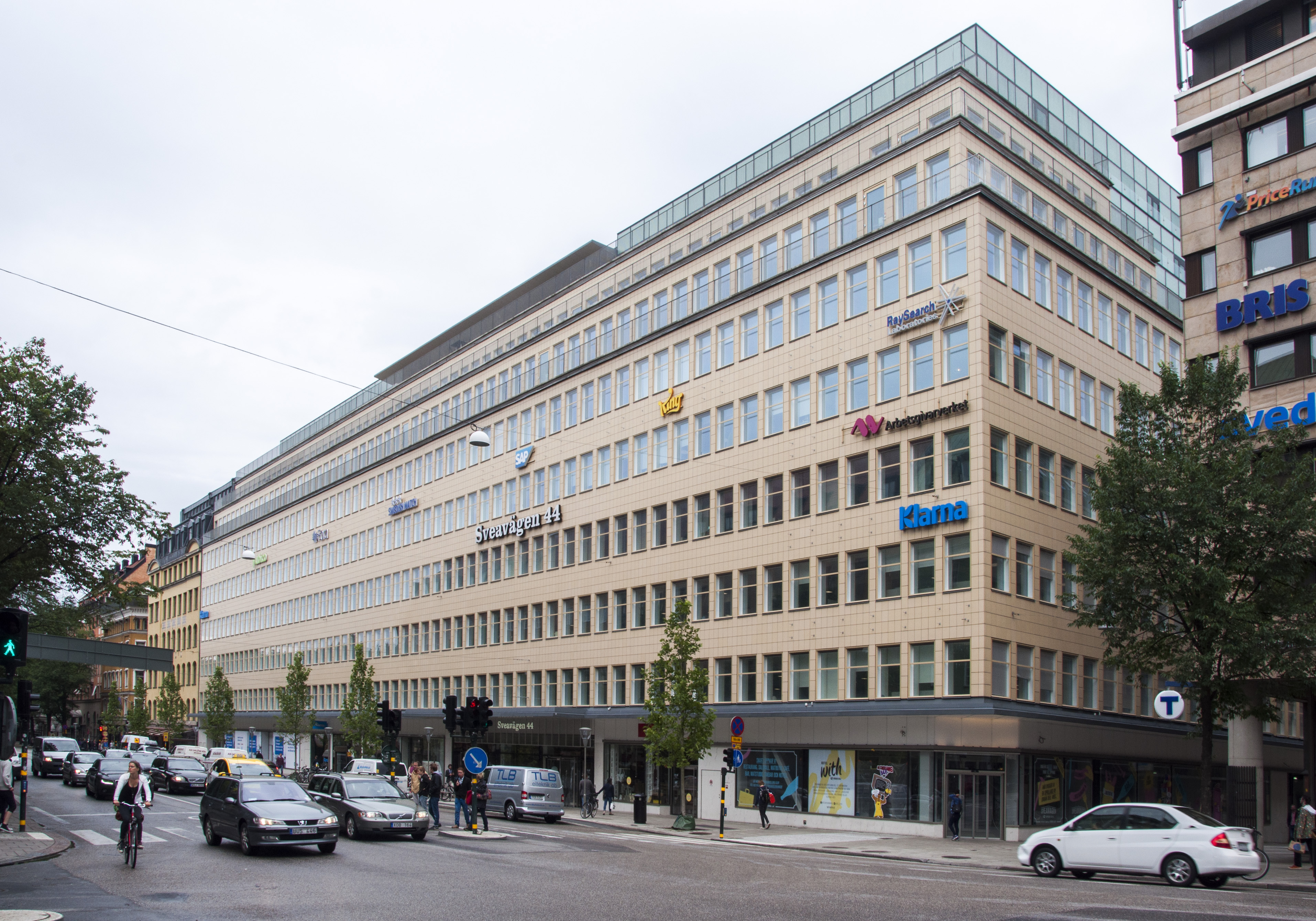
Skandiahuset (Sveavägen 44)

Seit Ende der 1990er Jahre mehrten sich die Stimmen derjenigen, die die „Polizeispur“ (polisspåret) genauer untersuchen möchten. So meint Inga-Britt Ahlenius, die Ende der 90er Jahre zu jener Kommission gehörte, die die Aufklärung des Mordes untersuchte, dass vor allem Zeugenaussagen, die auf verdeckte Operationen der NATO-Gruppe Stay-behind hinweisen könnten, näher untersucht werden sollten. Hintergrund dieser Überlegungen ist, dass in einigen militärischen und polizeilichen Kreisen damals ein „Hass auf Olof Palme“ (palmehat) existierte, da diese Kreise der Ansicht waren, dass Palme gegenüber der Sowjetunion nicht entschieden genug auftrat. Hier spielen vor allem die Verletzung schwedischer Hoheitsgewässer durch ausländische U-Boote eine Rolle, von denen einige meinen, sie seien sowjetischer Herkunft gewesen. Der Journalist Gunnar Wall meint, dass man unter solchen Personen Palme als Landesverräter gesehen haben könnte.
Zudem könnte Palmes Ziel einer Atomwaffenfreien Zone in Nordeuropa die Strategie der USA und NATO, die Sowjetunion durch gezielte Aufrüstung in die Knie zu zwingen, gestört haben. Ahlenius meint, dass die Aussagen von Anna Hage, einer damals siebzehnjährigen Schwesternschülerin, die noch am Tatort versuchte, das Leben von Olof Palme zu retten, diese These untermauern. Hage beschreibt in ihrem Buch 30 år av tystnad („30 Jahre des Schweigens“), dass ein Mann in militärischer Uniform sie aufsuchte und ihr sagte, sie solle vorsichtig sein mit dem, was sie sage, und dass nicht alles herauszukommen brauche. Auch Leif G. W. Persson, Professor der Kriminologie, hält die Theorie einer polizeilichen oder militärischen Komponente bei dem Mord für nicht ganz abwegig und weist darauf hin, dass Stay-behind seine Treffen im „Skandiahuset“ abhielt, ein Gebäude, das sich im Sveavägen befindet, in nächster Nähe des Platzes, an dem Olof Palme erschossen wurde. Der Journalist Patrik Baab und der Politikwissenschaftler Robert E. Harkavy vertreten eine ähnliche These und meinen, dass Stay-behind in den Mord verwickelt sei und dass es auch Verbindungen zu der Iran-Contra-Affäre und dem Tod von Uwe Barschel gebe. Bereits einige Jahre nach dem Mord kamen Vermutungen auf, dass der schwedische Geheimdienst Säpo von Rechtsextremisten unterwandert sei, die Ermittlungen verschleppt habe oder sogar selbst in das Attentat verwickelt sei. Auf letztere Vermutung weisen unter anderem Mitschnitte des Funkverkehrs in der Nacht des 28. Februar 1986 hin.
Auch Palmes entschiedene Gegnerschaft zum Vietnamkrieg der Vereinigten Staaten wurde als möglicher Hintergrund in Erwägung gezogen. In diesem Zusammenhang hatte der Ministerpräsident für Schlagzeilen gesorgt, indem er die US-amerikanischen Militärangriffe auf Nordvietnam mit NS-Verbrechen verglichen hatte.
Eine weitere Spur führte nach Südafrika. Das dortige Apartheid-Regime, gegen das sich Palme wiederholt und engagiert ausgesprochen hatte, wurde verdächtigt, die Ermordung Palmes in Auftrag gegeben zu haben. Genährt wurde diese These durch Geständnisse ehemaliger südafrikanischer Geheimagenten in den 1990er Jahren; die schwedische Polizei räumte ein, dass sich zum Zeitpunkt des Attentats tatsächlich ein südafrikanischer Geheimagent in Stockholm aufgehalten hatte.
Ende 2018 erschien das Buch Stieg Larssons Erbe des Journalisten Jan Stocklassa, der darin die Recherchen des 2004 gestorbenen Stieg Larsson zum Mord an Palme auswertete und weiterführte. Demnach gibt es Indizien für eine Zusammenarbeit zwischen dem südafrikanischen Geheimdienst und schwedischen Rechtsextremisten beim Attentat.
Eine andere Theorie verdächtigte die linksextremistische deutsche terroristische Vereinigung Rote Armee Fraktion (RAF). Angebliche RAF-Mitglieder bekannten sich zu der Tat; sie sei aus Rache für das schwedische Verhalten bei der Geiselnahme von Stockholm (24. April 1975) verübt worden. Die Polizei hielt diese Aussagen für nicht glaubhaft.

## Wirkungsgeschichte

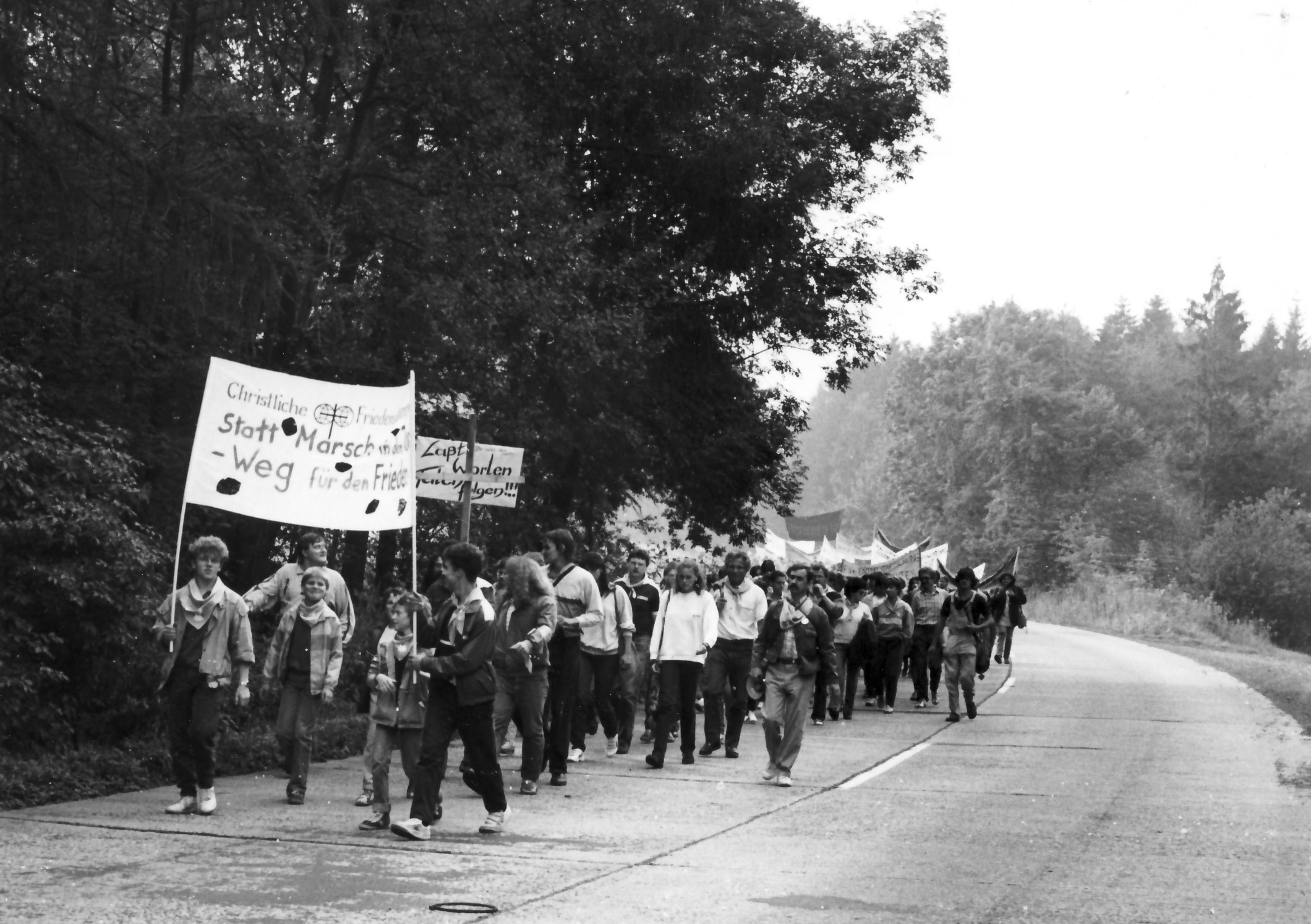
Olof-Palme-Friedensmarsch am 19. September 1987 vom KZ Buchenwald nach Kapellendorf

Von den 1960er Jahren bis zu seinem Tod hatte Palmes Stimme Gewicht in der internationalen Politik. Weltweit wurde sein Tod betrauert; in 23 Staaten wurden ihm Denkmäler errichtet. 1987 erhielt er postum den Jawaharlal-Nehru-Preis für internationale Verständigung, und seitdem heißt ihm zu Ehren ein Hauptzubringer zum internationalen Flughafen von Neu-Delhi Olof Palme Road. In Deutschland sind 24 Straßen und Plätze nach Palme benannt (Stand Januar 2018).
Palmes Name verband sich in den 1980er Jahren mit der Außenpolitik der DDR, die seinen Vorschlag eines atomwaffenfreien Korridors in Europa befürwortete. Seine Vision griffen auch kirchliche Friedenskreise auf, die im September 1987 in der DDR landesweit zum „Olof-Palme-Friedensmarsch“ aufriefen. In Thüringen initiierte die dortige Arbeitsgruppe der Christlichen Friedenskonferenz (CFK) am 19. September 1987 einen Friedensmarsch mit ca. 400 Teilnehmern, der von der Nationalen Mahn- und Gedenkstätte Buchenwald bis zum Evangelischen Gemeindezentrum Thomas Müntzer in Kapellendorf führte.

## Schriften
- Att vilja gå vidare, Tiden, Stockholm, 1974.
- En levande vilja, Tiden, Stockholm, 1987.

- Freimut Duve (Hrsg.): Olof Palme. Er rührte an die Herzen der Menschen. Reden und Texte. Rowohlt, Reinbek 1986, ISBN 3-499-15919-8.